# Logotyp
Logotyp je písmová nebo slovní značka, graficky znázorněný název společnosti, firmy, výrobku, značky apod.
Obvykle je použitý charakteristický řez (font) písma (často výtvarně upravený, aby se odlišil a též proto, že neupravené logotypy, tvořené pouze prostým textem, nejsou předmětem copyrightu).
Pokud je logotyp důsledně používán (ve spojení s dalšími propagačními prvky), může se stát důležitou součástí propagačního stylu firmy, tzv. Corporate identity.
Původně výraz logotyp znamenal v typografii dvě nebo více písmen (znaků) na jednom odlitku pro urychlení ruční sazby; patří mezi ně tedy i ligatury.